# Manucho
Mateus Alberto Contreiras Gonçalves, más conocido como Manucho (Luanda, Angola, 7 de marzo de 1983), es un exfutbolista angoleño que jugó como delantero centro. También fue internacional absoluto con la Selección de Angola 

## Trayectoria
"Manucho" comenzó su carrera profesional en clubes de su país, como el Sport Luanda e Benfica y el Petro Atlético, en los cuales ya empezó a perfilarse como uno de los futbolistas más importantes de la historia del fútbol angoleño.

### Manchester United
En 2008 llegó al Manchester United, convenciendo a Sir Alex Ferguson para quedarse en el equipo. Tras la Copa de África 2008, en la que tuvo una brillante actuación con su selección, anotando cuatro goles, el Manchester United lo cedió al Panathinaikos FC griego, equipo en el que anotó su primer tanto en Liga el día de su debut, ante el Larissa. En el verano de 2008, y tras conseguir el permiso de trabajo para jugar en Inglaterra, pasó a formar parte de la plantilla del United, club con el que debutó el 23 de septiembre en el partido de la Carling Cup ante el Middlesbrough, sustituyendo a Ryan Giggs. Dos meses más tarde, el 15 de noviembre, Manucho se estrenó en la Premier League, en el partido que enfrentó al United contra el Stoke City en Old Trafford, con el resultado favorable de 5-0. En este partido, el angoleño dio la asistencia del cuarto gol al canterano Danny Welbeck.

### Real Valladolid
EL 17 de julio de 2009 se anunció su traspaso al Real Valladolid ya que el seleccionador de Angola le dijo que si quería jugar en la selección, debía tener un club donde contase con el. Fue presentado como nuevo jugador blanquivioleta el 20 de julio de 2009. A su llegada, prometió anotar entre 30 y 40 goles. En la temporada 2010-11 fue cedido al Bucaspor turco hasta el 1 de febrero en el que cambió el Bucaspor por el Manisaspor (también cedido).
En 2011 regresa al Real Valladolid tras finalizar su cesión, jugando en el equipo Pucelano con el dorsal número 25. En la temporada 2011-2012 el equipo logra el ascenso y Manucho logró anotar cuatro goles durante los 18 partidos que disputó a lo largo de ese curso. En la siguiente temporada, ya en Primera División, se hace con un puesto en el once titular. En la jornada 6 de esa temporada, logró anotar 2 goles y dar dos asistencia en la victoria de su equipo ante el Rayo Vallecano por 6-1. Otra de sus actuaciones memorables fue el doblete que marcó al Real Madrid, aunque no pudo evitar la victoria de los blancos por 2-3. Otro de sus partidos más destacados fue en la derrota ante Málaga C.F. por 2-1 en el que marcó el gol para el equipo vallisoletano, pero quedando 9 minutos para el final fue expulsado del encuentro por doble tarjeta amarilla.

### Rayo Vallecano
El 13 de junio de 2014 el Rayo Vallecano hace oficial la contratación del jugador tras finalizar contrato con el Real Valladolid, equipo que terminó descendiendo a la Segunda División.
Debutó en partido oficial con el Rayo Vallecano ante el vigente campeón de la Liga, el Atlético de Madrid. Su primer gol con el equipo madrileño fue en el Estadio Nuevo Los Cármenes ante el Granada CF en el minuto 92, dando la victoria al equipo vallecano dirigido por Paco Jémez. El sábado 17 de enero metió su primer gol del 2015 en Anoeta ante la Real Sociedad dando la victoria al Rayo Vallecano. Tras terminar la temporada, logró anotar un total de 5 goles.
En el mercado de verano de la temporada 2016-17, Manucho acabó contrato con el club franjirrojo, pero más adelante de que acabase el mercado, el Rayo Vallecano le "volvió a fichar" como agente libre, firmando un nuevo contrato por un año más.
El 22 de noviembre de 2017 recibe una lesión que lo mantendría alejado entre 6-8 semanas, volviendo en enero de 2018.

### UE Cornellà
Tras finalizar contrato con el conjunto madrileño, el 18 de septiembre de 2018 se hizo oficial su fichaje por la UE Cornellà, equipo en el que jugaría su última temporada como futbolista.
Durante esta temporada, el Cornellà, disputaba en la 2.ª división B de España, y Manucho logró jugar 16 partidos con el conjunto catalán y anotando un solo gol.

## Selección nacional
Antes de decantarse por la selección angoleña, Manucho rechazó jugar en las categorías inferiores de la Selección Portuguesa, pero finalmente eligió representar a su país de origen.
Manucho debutó con la Selección de Angola en un amistoso contra Egipto, en el que jugó 74 minutos y pudiendo anotar un gol. El partido acabó en 3-3.
En la Copa Africana de fútbol de 2008, Manucho fue convocado con su selección, y debutó en un partido oficial el 23 de enero de 2008 contra Sudáfrica, jugó todo el partido y marcó un gol en el partido que finalizó con un 1-1.
En esa misma competición, Manucho jugó 3 partidos más, contra Senegal, Túnez y Egipto logrando marcar 3 goles, 2 a Senegal y 1 a Egipto.
En la Clasificación para el Mundial de 2014, Manucho se ganó el puesto de capitán, también fue capitán en la Clasificación para la Copa Africana de 2013 y en la Copa Africana de Naciones 2013.
Tras malas actuaciones, Manucho decidió dejar la selección en 2014, pero volvería por voluntad propia en 2017.

## Clubes
| Club                                    | País       | Año       |
| --------------------------------------- | ---------- | --------- |
| Benfica Luanda                          | Angola     | 1999−2002 |
| Petro Luanda                            | Angola     | 2002−2007 |
| Manchester United                       | Inglaterra | 2007−2009 |
| Panathinaikos                           | Grecia     | 2007−2008 |
| Hull City (cedido del United)           | Inglaterra | 2009      |
| Real Valladolid                         | España     | 2009-2010 |
| Bucaspor (cedido del Real Valladolid)   | Turquía    | 2010-2011 |
| Manisaspor (cedido del Real Valladolid) | Turquía    | 2011      |
| Real Valladolid                         | España     | 2011-2014 |
| Rayo Vallecano                          | España     | 2014-2018 |
| Cornellà                                | España     | 2018-2019 |
| Racing Madrid                           | España     | 2022-2023 |

## Estadísticas

### Clubes
Actualizado al último partido jugado el 26 de mayo de 2016.
| Club                            | Temporada     | Liga                | Liga     | Liga  | Copa     | Copa  | PlayOffs | PlayOffs | Total    | Total |
| Club                            | Temporada     | Categoría           | Partidos | Goles | Partidos | Goles | Partidos | Goles    | Partidos | Goles |
| ------------------------------- | ------------- | ------------------- | -------- | ----- | -------- | ----- | -------- | -------- | -------- | ----- |
| Panathinaikos (cedido) · Grecia | 2007-08       | Superliga de Grecia | 4        | 1     | -        | -     | 5        | 3        | 9        | 4     |
| Panathinaikos (cedido) · Grecia | Total         | Total               | 4        | 1     | 0        | 0     | 5        | 3        | 9        | 4     |
| Manchester United Inglaterra    | 2008-09       | Premier League      | 1        | 0     | 2        | 0     | -        | -        | 3        | 0     |
| Manchester United Inglaterra    | Total         | Total               | 1        | 0     | 2        | 0     | -        | -        | 3        | 0     |
| Hull City (cedido) Inglaterra   | 2008-09       | Premier League      | 13       | 2     | 4        | 0     | -        | -        | 17       | 4     |
| Hull City (cedido) Inglaterra   | Total         | Total               | 13       | 2     | 4        | 0     | -        | -        | 17       | 4     |
| Real Valladolid · España        | 2009-10       | 1.ª División        | 28       | 4     | 2        | 0     | -        | -        | 30       | 4     |
| Real Valladolid · España        | Total         | Total               | 28       | 4     | 2        | 0     | -        | -        | 30       | 4     |
| Manisaspor (cedido) Turquía     | 2010-11       | Superliga Turca     | 12       | 2     | 1        | 1     | -        | -        | 13       | 3     |
| Manisaspor (cedido) Turquía     | Total         | Total               | 12       | 2     | 1        | 1     | -        | -        | 13       | 3     |
| Bursaspor (cedido) Turquía      | 2010-11       | Superliga Turca     | 9        | 0     | 0        | 0     | -        | -        | 9        | 0     |
| Bursaspor (cedido) Turquía      | Total         | Total               | 9        | 0     | 0        | 0     | -        | -        | 9        | 0     |
| Real Valladolid · España        | 2011-12       | 2.ª División        | 18       | 4     | 1        | 0     | 1        | 0        | 20       | 4     |
| Real Valladolid · España        | 2012-13       | 1.ª División        | 25       | 8     | 1        | 0     | -        | -        | 26       | 8     |
| Real Valladolid · España        | 2013-14       | 1.ª División        | 26       | 3     | 2        | 0     | -        | -        | 28       | 3     |
| Real Valladolid · España        | Total         | Total               | 69       | 15    | 4        | 0     | 1        | 0        | 74       | 15    |
| Rayo Vallecano · España         | 2014-15       | 1.ª División        | 37       | 5     | 1        | 0     | -        | -        | 38       | 5     |
| Rayo Vallecano · España         | 2015-16       | 1.ª División        | 28       | 4     | 4        | 0     | -        | -        | 32       | 4     |
| Rayo Vallecano · España         | 2016-17       | 1.ª División        | 38       | 5     | 2        | 1     | -        | -        | 40       | 6     |
| Rayo Vallecano · España         | 2017-18       | 1.ª División        | 9        | 0     | -        | -     | -        | -        | 9        | 0     |
| Rayo Vallecano · España         | Total         | Total               | 112      | 14    | 7        | 1     | -        | -        | 121      | 15    |
| Cornellà · España               | 2018-19       | 2.ª B               | 15       | 1     | -        | -     | 1        | 0        | 16       | 1     |
| Cornellà · España               | Total         | Total               | 15       | 1     | -        | -     | 1        | 0        | 16       | 1     |
| Total carrera                   | Total carrera | Total carrera       | 263      | 40    | 20       | 2     | 7        | 3        | 292      | 46    |

### Selección
Actualizado al último partido jugado el 25 de marzo de 2017.
| Selección | Temporada | Amistosos | Amistosos | Amistosos   | Clasificación | Clasificación | Clasificación | África   | África | África      | Total    | Total | Total       |
| Selección | Temporada | Partidos  | Goles     | Asistencias | Partidos      | Goles         | Asistencias   | Partidos | Goles  | Asistencias | Partidos | Goles | Asistencias |
| --------- | --------- | --------- | --------- | ----------- | ------------- | ------------- | ------------- | -------- | ------ | ----------- | -------- | ----- | ----------- |
| Angola    | 2008      | 3         | 1         | 0           | 1             | 0             | 0             | 4        | 4      | 0           | 8        | 5     | 0           |
| Angola    | 2009      | 2         | 0         | 0           | -             | -             | -             | -        | -      | -           | 2        | 0     | 0           |
| Angola    | 2010      | 0         | 0         | 0           | 1             | 1             | 0             | -        | -      | -           | 1        | 1     | 0           |
| Angola    | 2011      | 0         | 0         | 0           | 1             | 1             | 0             | -        | -      | -           | 1        | 1     | 0           |
| Angola    | 2012      | 1         | 0         | 0           | 2             | 0             | 0             | 3        | 3      | 0           | 6        | 3     | 0           |
| Angola    | 2013      | 1         | 1         | 0           | 0             | 0             | 0             | 3        | 0      | 0           | 4        | 1     | 0           |
| Angola    | 2014      | 0         | 0         | 0           | 2             | 0             | 0             | -        | -      | -           | 2        | 0     | 0           |
| Angola    | 2017      | 1         | 0         | 0           | -             | -             | -             | -        | -      | -           | 1        | 0     | 0           |
| Angola    | Total     | 10        | 3         | 0           | 8             | 1             | 0             | 14       | 9      | 0           | 32       | 13    | 0           |

## Palmarés
| Título            | Club              | País       | Año  |
| ----------------- | ----------------- | ---------- | ---- |
| Mundial de Clubes | Manchester United | Inglaterra | 2008 |
| Community Shield  | Manchester United | Inglaterra | 2008 |
| Premier League    | Manchester United | Inglaterra | 2009 |